# Peugeot 301 (1932)
De Peugeot 301 is een sedan van Peugeot en werd tussen 1932 en 1936 geproduceerd. In die periode zijn er in totaal 70.497 Peugeot 301 auto's gebouwd.
| Algemene en technische informatie | Algemene en technische informatie |
| Onderdeel                         | Informatie                        |
| --------------------------------- | --------------------------------- |
| Klasse                            | Vierdeurs sedan                   |
| Lengte                            | 4 - 4,8 meter                     |
| Breedte                           | 1,44 - 1,6 meter                  |
| Hoogte                            | 1,48 (cabrio) - 2,45              |
| Motor                             | Vier cilinders                    |
| Kracht                            | 26 kW                             |
| Snelheid                          | 70-100 km/u                       |

## Galerij

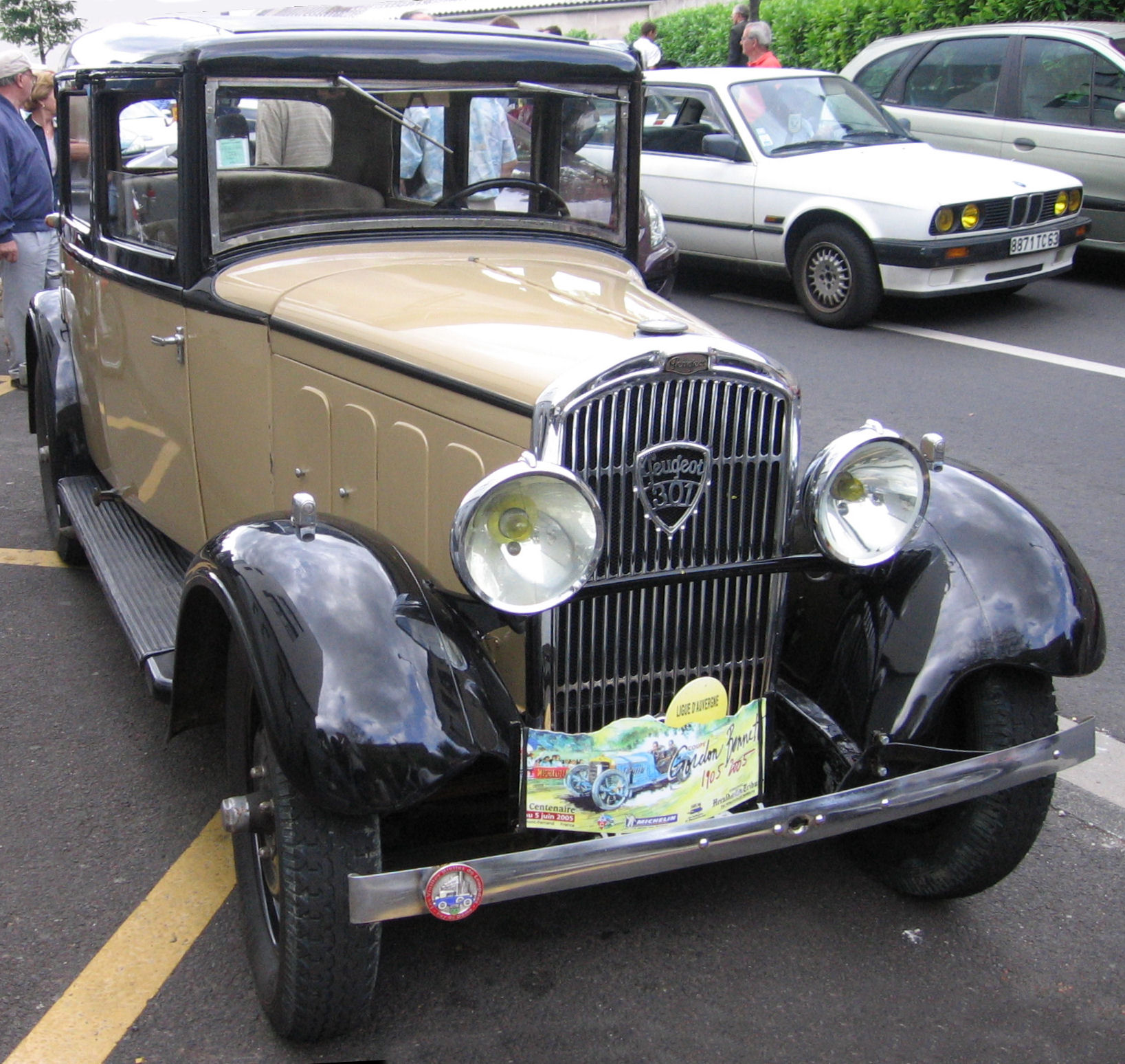
Peugeot 301

In productie: 208 · e-208 · 301· 308 · 508 · 1007 · 2008 · 3008 · 5008 · Boxer · Expert · Partner

Niet meer geproduceerd: 104 · 106 · 107 · 108 · 
201 · 202 ·
203 · 204 ·
205 ·
206 · 206 CC ·
207 · 207 CC ·
301 · 302 ·
304 · 305 · 306 · 307 · 309 · 
401 · 402 · 
403 · 404 · 405 · 406 · 407 · 4007 ·
504 · 505 · 
604 · 605 · 607 · 
806 · 807 · iOn · 
J4 · J5 · J7 · J9 · Bipper ·
D3A · D4A · RCZ

Prototypes: 907 · 908 RC · 916 · Proxima · Oxia · EX1 · e-Legend

Historische modellen: Type 1 · Type 2 · Type 3 · Type 4 · Type 5